# Echiniscus madonnae
Echiniscus madonnae es una especie de animal  tardígrado del género Echiniscus descubierta en 2006 en América del Sur, de donde es su hábitat.

## Etimología
Los Echiniscus madonnae fueron descubiertos en 2006 por Michalczyk y Kaczmarek Łukasz y nombrados así en honor a la estadounidense Madonna. Los científicos dijeron: «Nos complace dedicar esta especie a una de las artistas más importantes de nuestro tiempo».

## Hábitat y características
Se han encontrado ejemplares en Chile y en las zonas peruanas de Áncash y Huaraz particularmente en musgos de rocas. En Colombia se han encontrado en Magadalena o Sierra Nevada de Santa Marta en liquen de bosques subandinos.
Hasta ahora son la única especie del grupo Echiniscus que no poseen un poro.